# Целиев
Целиев (укр. Целіїв (прослушатьо файле)) — село в Васильковецкой сельской общине Чортковского района Тернопольской области Украины.
До 2020 года входило в Гусятинский район.
Код КОАТУУ — 6121689001. Население по переписи 2001 года составляло 1403 человека.

## Географическое положение
Село Целиев находится на берегу реки Тайна,
выше по течению на расстоянии в 1,5 км расположено село Увисла,
ниже по течению на расстоянии в 0,5 км расположено село Старый Нижборок.

## История
- 1458 год — дата основания.

## Объекты социальной сферы
- Школа I—II ст.
- Клуб.
- Фельдшерско-акушерский пункт.

## Достопримечательности
- Братская могила советских воинов.